# Fouladougou (Bakhoy)
Fouladougou és una regió a la riba esquerra del Bakhoy, fins més enllà del punt on conflueix amb el Baoulé. Tenia un rei que el 1881 va signar un tractat amb Joseph Gallieni posant el país sota protectorat de França, però de fet cada població era com un estat independent. Fins a l'arribada dels francesos el país estava en lluita constant amb els tuculors de Ségou.
El Fouladougou estava format per les poblacions de Khor (a la vora del riu), Badougou, Ouakoro, Gassi, Goniokory, Bertiala (a les muntanyes prop de Badougou) i Manambougou (al camí de Kita), amb uns 8000 habitants el 1881. La ciutat principal era Goniokory, situada a la riba dreta del Bakhoy que es creuava no gaire lluny, a Tukoto i que fou visitada quasi 90 anys abans per Mungo Park. La població estava formada per peuls, malinkes i bambares; la llengua general era el malinke. El cap local era Boulounkoun Dafa i era hereu del gran rei Mansa Numma, derrotat pels tuculors d'al-Hadjdj Umar. Un germà seu governava un dels altres pobles de la comarca.